# 구리 동구릉 목릉 정자각
구리 동구릉 목릉 정자각(九里 東九陵 穆陵 丁字閣)은 대한민국 경기도 구리시 동구릉 목릉에 있는 조선시대의 건축물이다. 2011년 12월 26일 대한민국의 보물 제1743호로 지정되었다.

## 개요
목릉(穆陵)은 조선 14대 선조(宣祖)와 첫 번째 왕비 의인왕후 박씨(懿仁王后 朴氏), 두 번째 왕비 인목왕후 김씨(仁穆王后 金氏)의 능으로 구리 동구릉에서 세 번째로 조성된 능이다. 능의 형식은 같은 능역에 하나의 정자각을 두고 서로 다른 언덕에 봉분을 조성한 동원이강릉(同原異岡陵)이다.
원래 목릉 능역에는 1600년(선조 33) 의인왕후의 유릉(裕陵)이 먼저 조성되었다. 이후 1608년(광해군 즉위) 선조가 세상을 떠나자 선조의 능인 목릉을 건원릉 서쪽(현 헌종 경릉)에 조성하였는데, 1630년(인조 8)에 능에 물이 차고 터가 좋지 않다는 상소에 따라 현 위치로 능을 옮기고 유릉과 목릉의 능호를 합쳐 목릉이라 하였다. 그 후 1632년(인조 10) 인목왕후가 세상을 떠나자 선조의 능 동쪽 언덕에 능을 조성하여 현재와 같은 능역을 이루게 되었다.
정자각은 ‘丁’자형 평면의 건물로, 제향(祭享, 제사)을 지내는 건물이다. 현존하는 정자각은 1608년 선조의 능에 건립되었던 것을 1630년에 능을 옮기면서 이건(移建)하고, 전에 있던 의인왕후 유릉의 정자각과 합하여 설치한 것이다.
이건 후 여러 차례 건물 수리가 있었는데, 특히 1745년(영조21), 1749년(영조 25), 1769년(영조 45) 세 차례에 걸쳐 벌레로 인한 기둥 교체가 있었다.
목릉 정자각은 정전 3칸, 배위청 2칸으로 구성된 5칸 정자각이다. 대개의 정자각 정전 측벽(側壁)에는 기둥을 하나 세우고, 기둥 중심으로 맞보를 걸어 결구(結構)하는데, 목릉 정자각은 고주(高柱) 둘을 세워 종보를 직접 받도록 한 것이 특이하다.
건물의 공포(栱包)형식은 다포형식(多包形式)으로써, 전체적으로 17세기 초에 재건된 문묘 대성전 포의 구성과 유사하여 이 시기 다포형식을 연구하는데 좋은 사례가 된다.
현재 목릉 정자각은 1630년(인조 8) 이건시의 모습을 그대로 유지하고 있는 건물로, 조선왕릉 정자각 가운데 유일한 다포형식의 건물이다. 살미(山彌)의 형태나 구조가 장식화 되기 이전의 상황을 반영하고 있어 역사적, 학술적, 예술적으로 가치가 크다.

## 참고 자료
- 구리 동구릉 목릉 정자각 - 국가유산청 국가유산포털
- 이 문서에는 문화재청에서 공공누리 제1유형으로 배포된 자료를 바탕으로 한 내용이 포함되어 있습니다.